# Double Trouble
Double Trouble er en amerikansk film fra 1967. Filmen, hvis hovedrolle blev spillet af Elvis Presley, blev produceret af Judd Bernard og Irwin Winkler på MGM og med Norman Taurog som instruktør.
Filmen blev indspillet fra 11. juni 1966 til begyndelsen af september 1966 og havde premiere 5. april 1967. Den havde dansk premiere den 2. oktober 1967. 
Double Trouble var den 24. i rækken af film med Elvis Presley og blev filmet 'on location' i Belgien (scener uden Presley, senere klippet så illusionen om, at filmen er optaget i Europa, bevares). Herudover filmet i Hollywood. Filmen, hvis manuskript blev skrevet af Jo Heims efter en historie af Marc Brandel, handler om en verdensmand og natklubsanger, der under en Europaturne leger med følelserne hos to vidt forskellige kvinder. Under en række dramatiske hændelser som både fængsling og kidnapning finder han dog kærligheden hos den ene af pigerne, så uskylden og verdensmanden til slut får hinanden.
Den danske titel på Double Trouble var Elvis i kattepine.

## Musik
En LP-plade, der ligesom filmen hed "Double Trouble", blev udsendt et par måneder efter filmens premiere. De første ni sange på pladen blev indspillet hos Radio Recorders i Hollywood, Californien, i slutningen af juni 1966 og blev alle anvendt i filmen. De resterende tre sange blev indspillet i maj 1963 hos RCA, Studio B, i Nashville, Tennessee, men blev først udsendt på dette album som 'bonussange'.

### LP'ens 12 sange

#### Side 1
- "Double Trouble" (Doc Pomus, Mort Shuman)
- "Baby If You'll Give Me All Of Your Love" (Joy Byers)
- "Could I Fall In Love" (Randy Starr)
- "Long Legged Girl (With The Short Dress On)" (Leslie McFarland, Walter Scott)
- "City By Night" (Bill Giant, Bernie Baum, Florence Kaye)
- "Old MacDonald Had A Farm" (Randy Starr)

#### Side 2
- "I Love Only One Girl" (Sid Tepper, Roy C. Bennett)
- "There Is So Much World To See" (Randy Starr)
- "It Won't Be Long" (Ben Weisman, Sid Wayne)
- "Never Ending" (Florence Kaye, Philip Springer) ('bonussang') – senere udgivet på albummet The Lost Album fra 1990
- "Blue River" (Fred Tobias, Paul Evans) ('bonussang') – senere udgivet på albummet The Lost Album fra 1990
- "What Now, What Next, Where To" (Don Robertson, Hal Blair) ('bonussang') – senere udgivet på albummet The Lost Album fra 1990

"Old MacDonald Had A Farm" baserer sig på den gamle – og kendte – børnesang, som på dansk hedder "Jens Hansen har en bondegård".
"I Love Only One Girl" er baseret på den gamle franske folkemelodi "Aupres De Ma Blonde".

## Andet
Annette Day, som spiller Jill Conway, pigen der får Elvis til sidst, havde sin skuespillerdebut i filmen. Det blev samtidig hendes farvel til filmens verden, idet hun ikke siden har medvirket i en film.

## Ekstern henvisning
- Double Trouble på Internet Movie Database (engelsk)
- Double Trouble på Filmdatabasen
- Double Trouble på Scope
- Double Trouble i Svensk Filmdatabas (svensk)
- Double Trouble på AlloCiné (fransk)
- Double Trouble på MovieMeter (nederlandsk)
- Double Trouble på AllMovie (engelsk)
- Double Trouble hos American Film Institute (engelsk)
- Double Troubles profil hos Encyclopædia Britannica Online (engelsk)
- Double Trouble på Turner Classic Movies (engelsk)